# Département Moselle
Das Département de la Moselle [mɔˈzɛl] (deutsch Mosel) ist das französische Département mit der Ordnungsnummer 57. Es liegt im Nordosten des Landes in der Region Grand Est und ist nach dem Fluss Mosel (französisch Moselle) benannt. Départementhauptstadt ist Metz. Das Département gehört zu Lothringen und bildete 1871 bis 1918 den Landesteil Lothringen des deutschen Reichslandes Elsaß-Lothringen sowie 1940 bis 1944 das CdZ-Gebiet Lothringen des NSDAP-Parteigaus Westmark. Im innerdeutschen Sprachgebrauch wird das Département Moselle deswegen auch verbreitet mit „Lothringen“ gleichgesetzt.

## Geographie
Das Département Moselle grenzt im Norden an das Großherzogtum Luxemburg, im Nordosten an die Bundesrepublik Deutschland (Bundesländer Saarland und Rheinland-Pfalz), im Südosten an das elsässische Département Bas-Rhin sowie im Süden und Westen an das Département Meurthe-et-Moselle.

## Geschichte
In älterer Zeit gehörten die Gebiete des heutigen Départements zum Hochstift Metz (eines der Trois-Évêchés), zu den Herzogtümern Lothringen, Bar, Luxemburg und zur Reichsstadt Metz, die im Wappen vertreten sind, sowie kleineren Herrschaften, und fielen im 16. bis 18. Jahrhundert an das Königreich Frankreich. „Moselle“, im Deutschen auch „Moseldepartement“ genannt, ist eines von 83 Départements, die 1790 zur Zeit der französischen Revolution errichtet wurden. Das Département war wesentlich anders zugeschnitten als heute und in vier „Arrondissements“ untergliedert: Metz, Briey, Sarreguemines und Thionville.

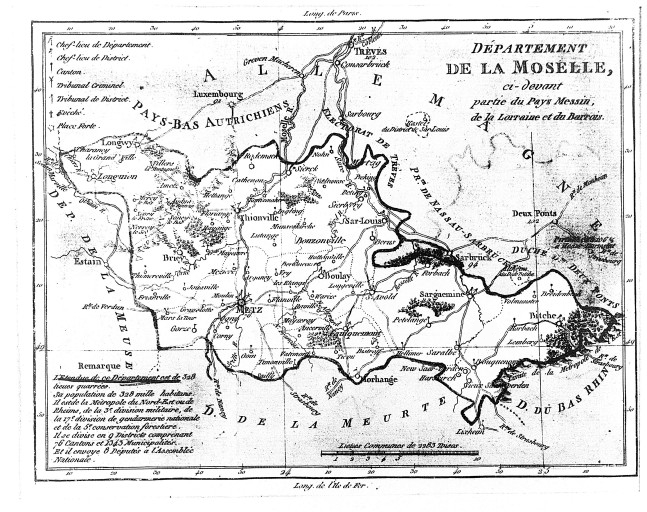
Département de la Moselle 1790

Territoriale Veränderungen der Départements nach der Abtretung Elsass-Lothringens 1871

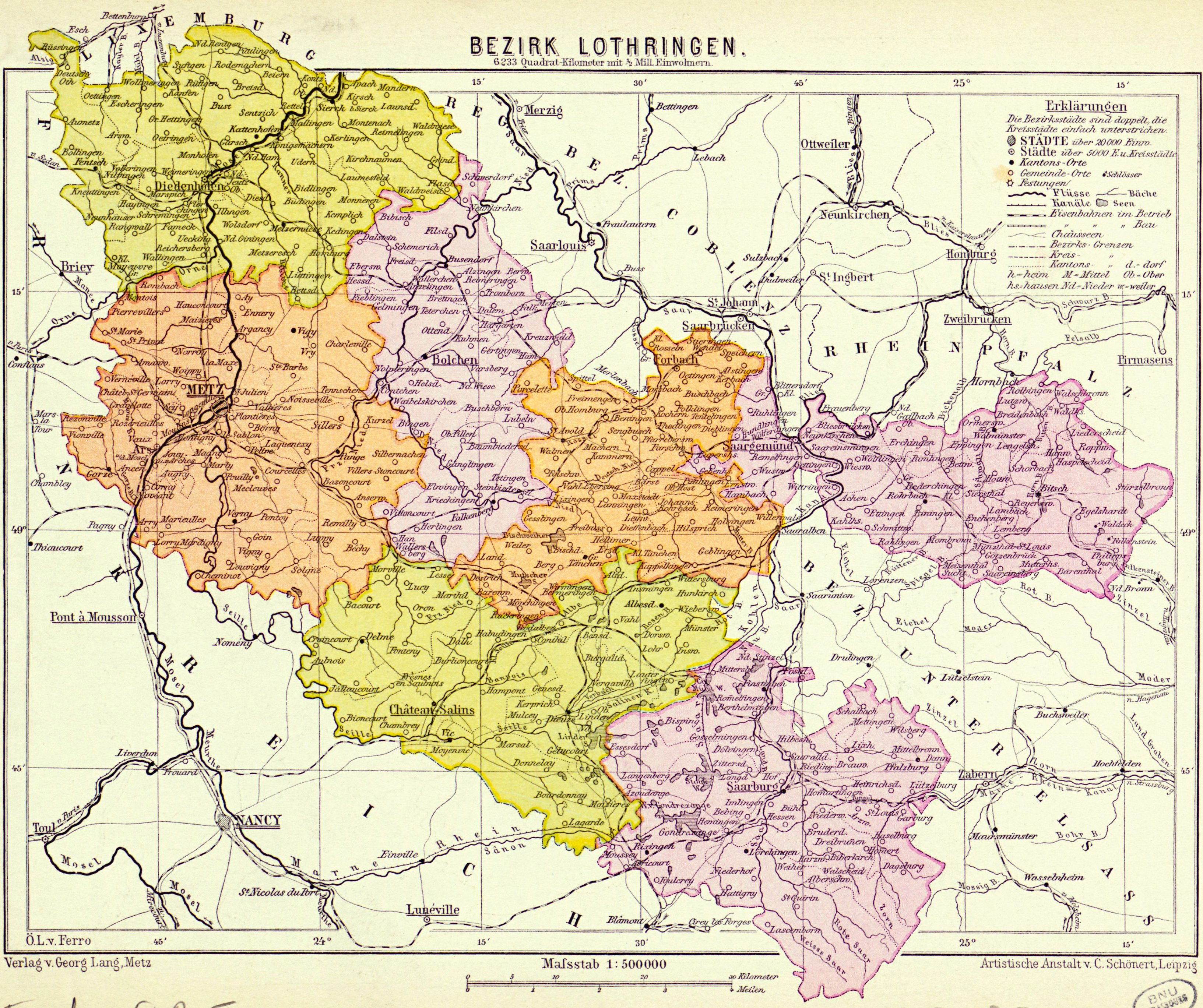
Bezirk Lothringen 1890

### Das Departement nach dem Deutsch-Französischen Krieg
Nach dem Deutsch-Französischen Krieg wurde das Moseldepartement am 18. Mai 1871 gemäß dem Frieden von Frankfurt aufgelöst. Das Deutsche Kaiserreich erhielt den größten Teil und vereinigte ihn mit den beiden Arrondissements Château-Salins und Saarburg (Sarrebourg) des ebenfalls aufgelösten Départements Meurthe zum Bezirk Lothringen des neugebildeten Reichslands Elsass-Lothringen. Nur ein kleiner Teil im Westen, das Arrondissement Briey, blieb bei Frankreich und bildete zusammen mit Teilen des Départements Meurthe das neue Département Meurthe-et-Moselle.
Die Reichslandzeiten waren geprägt von starken Bevölkerungsverschiebungen: Die französischen Eliten verließen nach 1871 den Bezirk, so genannte „Altdeutsche“, d. h. Zuwanderer aus den anderen Gebieten des Deutschen Reichs, füllten die Lücke, insbesondere in den Bereichen Verwaltung und Militär, aber auch Arbeiter in den aufstrebenden Industrieorten des Erzbeckens. Dies führte dazu, dass die Großstadt Metz am Vorabend des Ersten Weltkriegs zwar eine deutsche Bevölkerungsmehrheit von über 75 % hatte, aber eine Sprachinsel bildete, weil das unmittelbare Umland der Stadt frankophon blieb.
Aus verteidigungstechnischen Gründen, aber vor allem wegen des Besitzes der Schwerindustrie und der Eisenerz-Gruben (Minette) hielten die deutschen Siegermächte bei der Grenzfestlegung 1871 nicht die deutsch-französische Sprachgrenze ein. So gehörten zum neuen deutschen Kaiserreich nun auch frankophone Gebiete. Die französischsprachigen Bewohner erhielten einige Zugeständnisse im Gebrauch ihrer französischen Muttersprache in Verwaltung, Justiz und Schule. So saßen für 47 Jahre im Deutschen Reichstag in Berlin unter anderem auch einige muttersprachlich französische Reichstagsabgeordnete aus Elsass-Lothringen. 1915 wurden allerdings durch Umbenennungen fast alle französischen Ortsnamen beseitigt.

### Nach dem Ersten Weltkrieg
Im 1919 nach dem Ersten Weltkrieg abgeschlossenen Friedensvertrag von Versailles kam das Gebiet wieder zu Frankreich zurück. Die Verwaltungsgrenzen wurden wegen der in fünf Jahrzehnten geschaffenen Tatsachen beibehalten und nicht wieder auf den Stand von 1870 zurückgesetzt, der „Bezirk Lothringen“ wurde umbenannt in „Département Moselle“. Die administrativen Verbindungen zu den traditionell deutschen Sprachgebieten des Elsasses wurden gekappt und die Moselle fand sich im Kontext eines stark zentralistisch auf Paris ausgerichteten Frankreich wieder.

### Das Departement im Zweiten Weltkrieg
Im Verlauf des Zweiten Weltkrieges wurde das Gebiet Moselle nach der Niederlage Frankreichs (Waffenstillstand vom 22. Juni 1940) faktisch dem Deutschen Reich wieder angeschlossen, als CdZ-Gebiet Lothringen unter Zivilverwaltung gestellt und sollte zusammen mit dem Saarland und der Pfalz den „Gau Westmark“ bilden. Aus der Evakuierung der Grenzbevölkerung 1939 nach Innerfrankreich kehrte nur ein Teil der Betroffenen zurück, nun folgten weitere Bevölkerungsverschiebungen. So wies der Chef der Zivilverwaltung Josef Bürckel allein im November 1940 etwa 60.000 missliebige französischsprachige Lothringer nach Vichy-Frankreich aus. Deutschsprachige Siedler wurden angeworben. Trotz gewisser autonomistischer und nationaler Sympathien der zum Teil im deutschen Kaiserreich aufgewachsenen Lothringer stieß die nationalsozialistische Politik des Diktators Hitler verbreitet auf Widerwillen und passiven Widerstand. Mit dem Vormarsch der Alliierten musste sich die deutsche Wehrmacht im Herbst 1944 zurückziehen. Von Herbst 1944 bis Frühjahr 1945 war die Region Kampfgebiet. In die Moselregion zogen 1944 zuerst Soldaten der US-amerikanischen Armee ein; in einigen Dörfern hielt sich die Wehrmacht noch bis zum März 1945.

### Nachkriegsentwicklungen
Viele Jahrzehnte lang spielten die Steinkohleförderung und die Stahlproduktion im Département Moselle eine zentrale Rolle. In den 1970er und 1980er Jahren verloren beide Industriezweige (wie auch in anderen Ländern) immer mehr an Bedeutung; vor allem die industrialisierten Gebiete im Norden und Nordosten des Départements waren stark von der Stahlkrise und Kohlekrise betroffen. 1997 endete mit der Schließung der Eisenerzmine in Audun-le-Tiche eine über 100-jährige Ära. Am 23. April 2004 wurde mit der Zeche La Houve in Creutzwald das letzte Steinkohlebergwerk in ganz Frankreich geschlossen.
Das Département gehörte von 1960 bis 2015 zur Region Lothringen, die 2016 in der Region Grand Est aufging.

## Bevölkerung

### Sprache

Dialekte im Departement Moselle (orange: französische Dialekte)

Inmitten des Départements verlief bis in die jüngste Vergangenheit entlang einer Linie von Thionville nach Sarrebourg die deutsch-französische Sprachgrenze. Der deutschsprachige Teil wird daher auch als Deutsch-Lothringen bezeichnet. Die einheimischen frankophonen Bewohner des Départements sprachen traditionell das romanische Lothringisch, das als Umgangssprache auch von der ältesten Generation nicht mehr verwendet wird. Die deutsch-lothringischen Mundarten der einheimischen germanophonen Bewohner des Départements gehören zum Moselfränkischen und zum Rheinfränkischen. Nach 1945 wurde die deutsche Sprache aus den Medien verdrängt und auf die deutschsprachige Bevölkerung erheblicher Druck ausgeübt, ihren Dialekt abzulegen und Französisch zu sprechen. Nach den vielen Jahren der politischen Zugehörigkeit zu Frankreich und einer entschiedenen Französisierungspolitik (Französisch als Amts- und Unterrichtssprache) sind die einheimischen deutschen Dialekte vom Aussterben bedroht. Während die älteste Generation noch Deutsch beherrscht, verwenden die jüngeren Generationen zumeist Französisch als Umgangssprache und geben Französisch auch an ihre Kinder weiter.
Laut einer Umfrage aus dem Jahr 1999 beherrschten noch 17 % der Einwohner im Moseldepartement, das allerdings nur in der Nordosthälfte deutschsprachig war, einen fränkischen Dialekt. Damit sind die deutschen Dialekte hier weniger weit verbreitet als in den beiden elsässischen Départements Bas-Rhin (46 %) und Haut-Rhin (38 %).

### Städte
Die bevölkerungsreichsten Gemeinden des Départements Moselle sind:
| Stadt                                      | Einwohner (2022) | Arrondissement         |
| ------------------------------------------ | ---------------- | ---------------------- |
| Metz                                       | 121.695          | Metz                   |
| Thionville (Diedenhofen)                   | 42.778           | Thionville             |
| Montigny-lès-Metz                          | 21.869           | Metz                   |
| Forbach                                    | 21.111           | Forbach-Boulay-Moselle |
| Saargemünd                                 | 20.324           | Sarreguemines          |
| Yutz (Jeutz)                               | 17.497           | Thionville             |
| Hayange (Hayingen)                         | 16.013           | Thionville             |
| Saint-Avold (Sankt Avold)                  | 14.828           | Forbach-Boulay-Moselle |
| Woippy (Wappingen)                         | 14.394           | Metz                   |
| Creutzwald (Kreuzwald)                     | 12.389           | Forbach-Boulay-Moselle |
| Freyming-Merlebach (Freimingen-Merlenbach) | 13.069           | Forbach-Boulay-Moselle |

Weitere größere Orte sind:
| - Bitche (Bitsch) - Boulay-Moselle (Bolchen) - Château-Salins (Salzburg) | - Fameck - Florange (Flörchingen) - Hagondange (Hagendingen) | - Rombas (Rombach) - Sarrebourg (Saarburg) |

## Politik

### Hoheitszeichen

Départementswappen (aktuell)
Départementswappen (vor 1871)
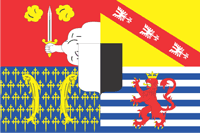
Flagge
Logo

Die Wappen wichtiger historischer Herrschaften auf dem Gebiet des heutigen Départements Moselle
Wappen des Hochstifts Metz
Wappen des Herzogtums Lothringen
Wappen des Herzogtums Bar
Wappen des Herzogtums Luxemburg
Wappen der Reichsstadt Metz

## Verwaltungsgliederung

### Verwaltungsgliederung ab 2016

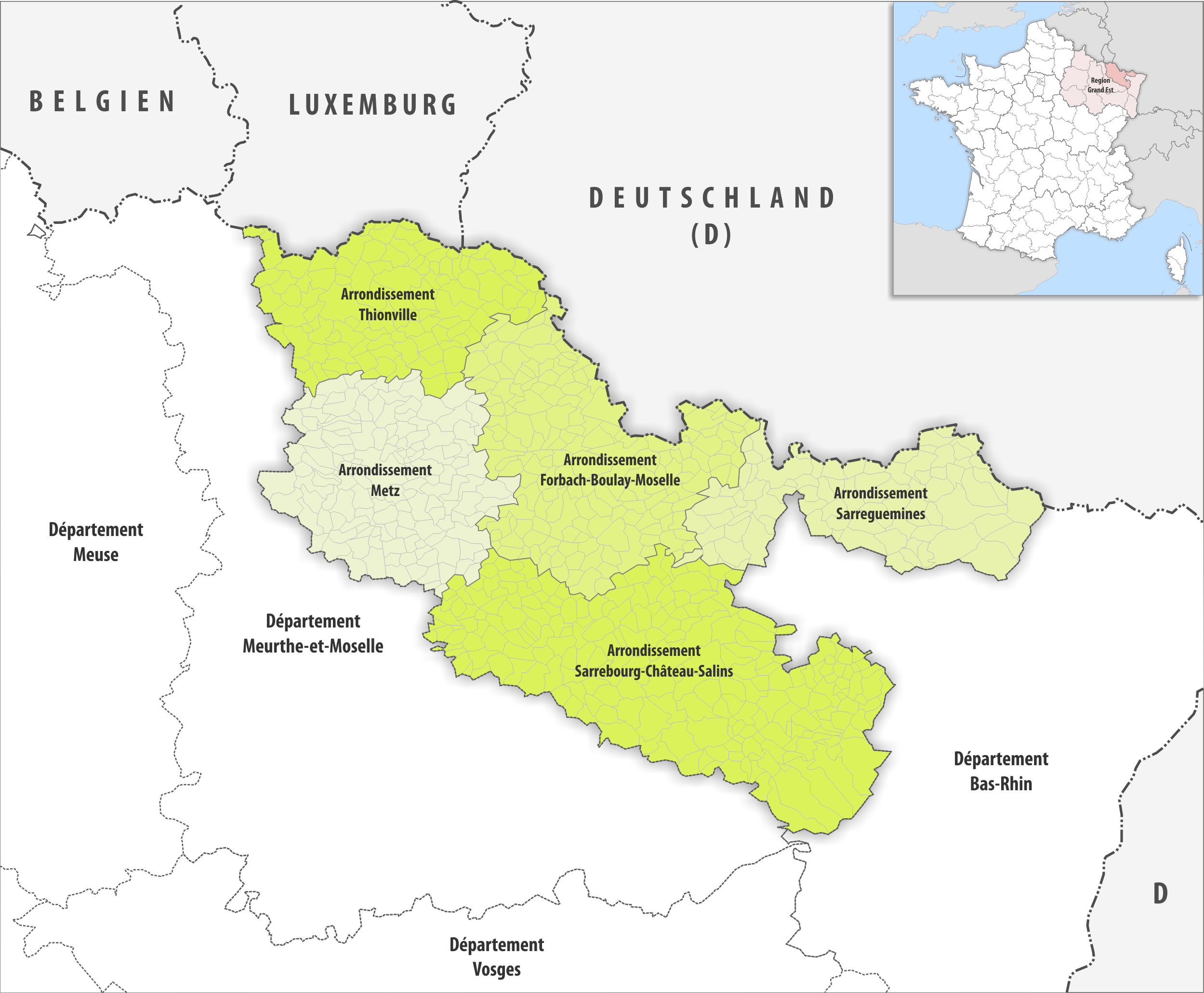
Gemeinden und Arrondissemente im Département Moselle

Kantonseinteilung des Département Moselle seit 2015

Im Rahmen einer Verwaltungsreform wurden die Arrondissements Boulay-Moselle, Thionville-Ouest, Metz-Campagne und Château-Salins aufgelöst und jeweils mit den Arrondissements Forbach, Thionville-Est, Metz-Ville und Sarrebourg fusioniert. Seither gibt es nur noch fünf Arrondissements.
Im Departement liegen 27 Wahlkreise (Kantone) und 725 Gemeinden.
| Arrondissement            | Kantone | Gemeinden | Einwohner 1. Januar 2022 | Fläche km² | Dichte Einw./km² | Code INSEE |
| ------------------------- | ------- | --------- | ------------------------ | ---------- | ---------------- | ---------- |
| Forbach-Boulay-Moselle    | 8       | 169       | 235.849                  | 1.283,28   | 184              | 573        |
| Metz                      | 10      | 139       | 354.054                  | 1.088,68   | 325              | 579        |
| Sarrebourg-Château-Salins | 3       | 230       | 90.341                   | 1.966,91   | 46               | 575        |
| Sarreguemines             | 3       | 83        | 95.691                   | 935,91     | 102              | 576        |
| Thionville                | 7       | 104       | 274.786                  | 941,53     | 292              | 577        |
| Département Moselle       | 27      | 725       | 1.050.721                | 6.216,31   | 169              | 57         |

### Verwaltungsgliederung vor 2015

Kantonseinteilung des Départements Moselle vor 2015

Das Département gliederte sich bis zum Jahr 2015 in neun Arrondissements und 730 Gemeinden:
| Arrondissement                      | Einwohner | Fläche (km²) | Bev.Dichte (Einw./km²) | Kantone | Gemeinden |
| ----------------------------------- | --------- | ------------ | ---------------------- | ------- | --------- |
| Boulay-Moselle (Bolchen)            |           | 722          |                        | 3       | 96        |
| Château-Salins (Salzburg)           |           | 974          |                        | 5       | 128       |
| Forbach                             |           | 561          |                        | 7       | 73        |
| Metz-Campagne (Metz-Land)           |           | 1.047        |                        | 9       | 142       |
| Metz-Ville (Metz-Stadt)             |           | 42           |                        | 4       | 1         |
| Sarrebourg (Saarburg)               |           | 993          |                        | 5       | 102       |
| Sarreguemines (Saargemünd)          |           | 936          |                        | 6       | 83        |
| Thionville-Est (Diedenhofen-Ost)    |           | 686          |                        | 6       | 75        |
| Thionville-Ouest (Diedenhofen-West) |           | 255          |                        | 6       | 30        |

## Sehenswürdigkeiten
- Metz mit seiner gotischen Kathedrale, der Templerkapelle, dem Ludwigsplatz und dem Museum La Cour d’Or.
- Burg Malbrouck in Manderen.
- Das Fort Michelsberg, ein Gros Ouvrage der Maginot-Linie.
- Das Schloss der Grafen von Lothringen in Sierck-les-Bains.
- Das mittelalterliche Städtchen Rodemack.
- Die Zitadelle von Bitsch mit den Friedensgärten und das Artilleriebauwerk Fort Simserhof.
- Der archäologische Park in Bliesbruck-Reinheim (dt. Bliesbrücken-Reinheim).
- Der römische Aquädukt in Jouy-aux-Arches.
- Das Fort Hackenberg in Veckring, Teil der Maginot-Linie.
- Das Schloss „La Grange“ in Manom.
- Die Chapelle des Cordeliers in Sarrebourg mit dem großen Glasfenster von Marc Chagall.
- Fresken aus der Zeit um 1500 in der Wehrkirche von Sillegny.
- Der schräge Schiffsaufzug des Canal de la Marne au Rhin in Saint-Louis-Arzviller.
- Das Haus von Robert Schuman, dem Vater Europas, in Scy-Chazelles. Schuman bewohnte das Haus, das heute ein Museum ist, von 1926 bis zu seinem Tod 1963.
- Etliche Lothringer Bauernhäuser, die heute als Museen hergerichtet sind, zum Beispiel in Oberdorff oder Gomelange.
- Das Museum Georges de la Tour in Vic-sur-Seille.
- Das Kohlemuseum in Petite-Rosselle.
- Das Fayencemuseum in Saargemünd.
- Das Glas- und Kristallmuseum in Meisenthal.
- Das Kristallmuseum in Saint-Louis-lès-Bitche (dt. Münzthal-St. Louis).
- Das Dorf Dabo mit der Dagsburg.
- Die Nekropole von Audun-le-Tiche
- Und nicht zuletzt die regionalen Naturparks Nordvogesen (Vosges du Nord) und Lothringen (Lorraine). Letzterer umfasst ein Gebiet mit vielen Weihern und Seen, die beliebte Ausflugsziele sind.